# F. Starik

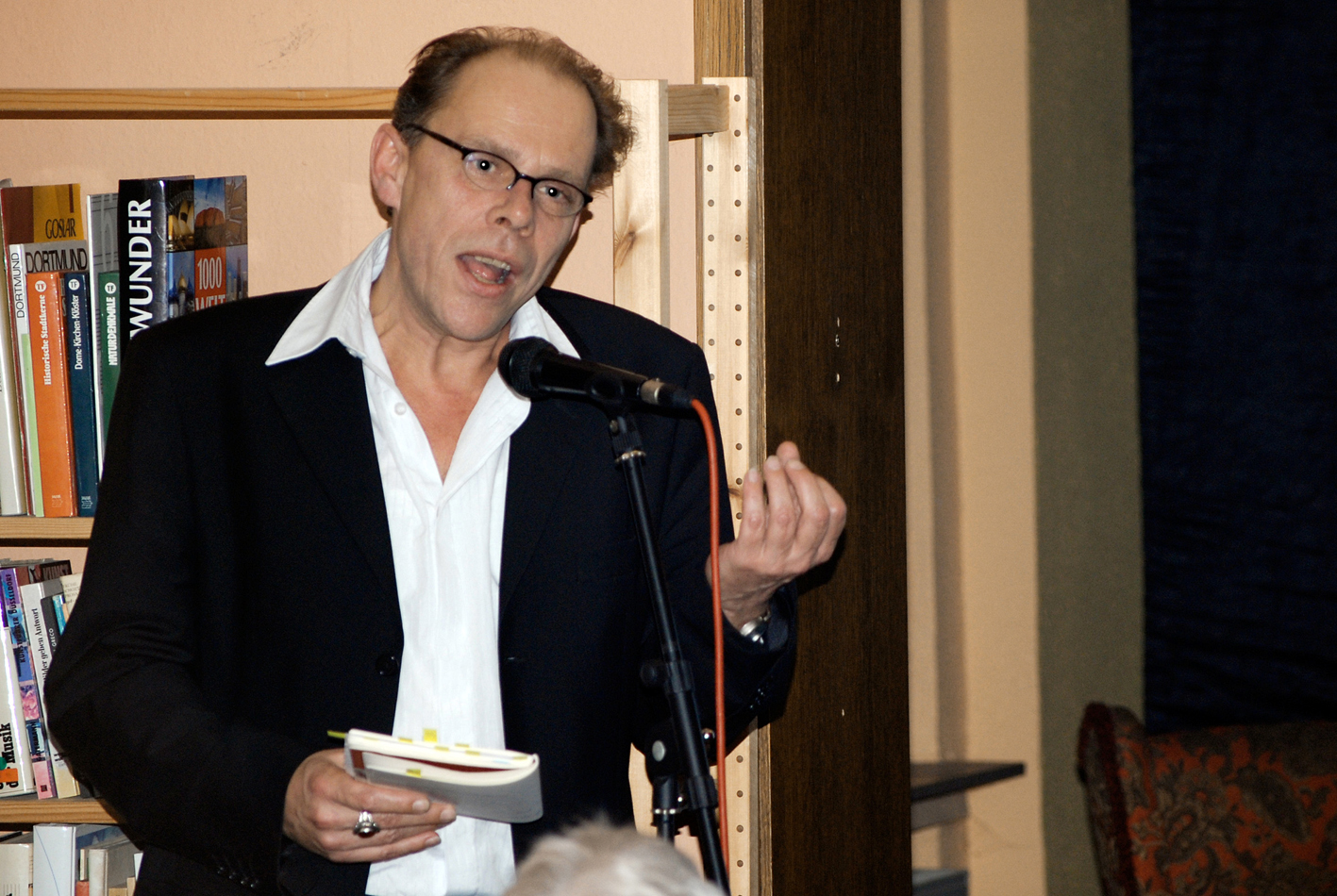
F. Starik bei einer Lesung beim LesArt.Festival im „Taranta Babu“ in Dortmund, 2010

F. Starik, auch Frank Starik, (geboren als Frank von der Möhlen am 1. Juli 1958 in Apeldoorn; gestorben am 16. März 2018 in Amsterdam) war ein niederländischer Dichter und Künstler.

## Leben
Frank von der Möhlen alias F. Starik studierte Fotografie und Mixed Media an der Gerrit Rietveld Academie und der Rijksakademie van beeldende kunsten. Seine ersten Gedichte veröffentlichte er im Selbstverlag. Nach Arbeiten als Fotograf und als Sänger in der Willem Kloos Groep schrieb Starik vermehrt Lyrik und begründete in Amsterdam das „Einsame Begräbnis“ – eine Initiative von Dichtern, die für vereinsamt Verstorbene Totengedichte schreiben und bei deren Beerdigung rezitieren. Diese ursprünglich aus Groningen stammende Idee wurde in anderen niederländischen und flämischen Städten aufgegriffen. Das Projekt ist in einem von Starik herausgegebenen Sammelband dokumentiert, der 2016 auch in deutscher Übersetzung erschien und neben Prosatexten und Lyrik anderer Autoren auch Gedichte von F. Starik enthält.
2009 erhielt F. Starik gemeinsam mit zwei weiteren Laureaten den Amsterdam-Preis für Kunst. Seine Popularität wuchs, als er von der Zeitung Het Parool für 2009 zum „Amsterdammer van het jaar“ nominiert wurde. Am 19. Mai 2010 wurde er als Nachfolger von Mustafa Stitou zum vierten „stadsdichter van Amsterdam“ ernannt.
Für den 7. Dortmunder Lyriktag beim LesArt.Festival 2010 übersetzte Gregor Seferens acht Gedichte (darunter drei Sonette) von Starik, die bei Wintertuin in Nijmegen erschienen sind.
F. Starik starb am 16. März 2018 an Herzversagen.

„Seit den Eenzame Uitvaart-Anfängen in Amsterdam – und später auch in Den Haag und Rotterdam – versah Starik mit sehr viel Verantwortungsgefühl seine Aufgabe als Koordinator. Er organisierte die Dichter für die Einsamen Begräbnisse, dichtete auch selbst, suchte passende Musikstücke aus und wohnte fast jedem Einsamen Begräbnis bei. Über jedes Einsame Begräbnis schrieb er einen Bericht für die Website. 
Auf seine eigene, kennzeichnende Art war F. Starik das Gesicht der Eenzame Uitvaart, im In- und Ausland. Wir sind ihm sehr dankbar dafür. Wir werden ihn vermissen.“

## Werke
- Mot, of de neerslag van de twijfel. Gedichte. Herausgegeben im Selbstverlag, 1974.
- Nepvuur. Gedichte. In de Knipscheer, Haarlem 1987.
- Mijn Leven Als Museum. Briefroman. In de Knipscheer, Haarlem 1993.
- Nieuwe Vleugel. Gedichte. (Knüpft an den Roman Mijn Leven Als Museum an). Voetnoot, Amsterdam 1995.
- Simpele Ziel. Gedichte (mit CD und Ausstellung). In de Knipscheer, Haarlem 2002.
- De grote vakantie. Gedichte (mit CD und Ausstellung). In de Knipscheer, Haarlem 2003.
- Rode Vlam + De Verdwijnkunstenaar. Zwei Gedichtbände in einem Band. Vassallucci, Amsterdam 2004.[5]
- Songloed. Gedichte. Nieuw Amsterdam, Amsterdam 2007.
- De gastspeler. Roman. Nieuw Amsterdam, Amsterdam 2009.
- Victoria. Gedichte. Nieuw Amsterdam, Amsterdam 2010.
- Gedichte aus der Zeit als Stadtdichter von Amsterdam in: Z! de Amsterdamse straatkrant Nr. 3/2012, S. 15–73 (mit Fotos von Bianca Sistermans).
- Moeder doen. Roman. Nieuw Amsterdam, Amsterdam 2013.
- Staat. Gedichte. Nieuw Amsterdam, Amsterdam 2015.

### … in Anthologien etc.
- Maximaal. Werke von 11 niederländischen und flämischen Dichtern, ausgewählt und eingeleitet von Arthur Lava. Mit Fotos von Frank Starik. Haarlem, In de Knipscheer, 1988.
- Dichters van deze tijd. Veertig jaar Nederlandse (’50–’89) poëzie uit Noord en Zuid. Gent, Poëziecentrum, 1990
- Gerrit Komrij (Hrsg.): De Nederlandse poëzie van de negentiende en twintigste eeuw in duizend en enige gedichten. Amsterdam, Bert Bakker, 1996
- Rainer Maria Rilke: Nieuwe gedichten (Neue Gedichte. Übersetzt und erläutert von Peter Verstegen. Mit einem Nachwort von F. Starik). Athenaeum–Polak & Van Gennep, Amsterdam 2010

(Beteiligung an weiteren Anthologien siehe nederlandsepoezie.org)

### Herausgeberschaft
- De eenzame uitvaart. Hoe dichters eenzame doden op hun laatste tocht vergezellen (Das einsame Begräbnis. Wie Dichter Einsame auf ihrem letzten Gang begleiten). Prosa und Gedichte (mit CD). Amsterdam, Nieuw Amsterdam, 2005.
- Wie anders? (Wer sonst?). Gedichtanthologie. Tobi Vroegh, [Amsterdam] 2007.
- Een steek diep. Schetsen van verloren levens (Ein Stich tief. Skizzen verlorener Leben). Amsterdam, Nieuw Amsterdam, 2011.

### … in deutscher Übersetzung
- F. Starik und Maarten Inghels: Das Einsame Begräbnis. Geschichten und Gedichte zu vergessenen Leben. Ausgewählt und aus dem Niederländischen übersetzt von Stefan Wieczorek in Zusammenarbeit mit Carina Becker. Wien, Edition Korrespondenzen, 2016.